# Ätran
Pour les articles homonymes, voir Ätran (homonymie).
Ätran est un fleuve de l'ouest de la Suède.

## Géographie
Ätran prend sa source à 332 mètres d'altitude à Gullared, Västergötland, se dirige vers le sud en traversant une succession de petits lacs : Sörsjön, Nolsjö, Vinsarpsjö et Lönnern puis un lac plus important : Åsunden. Après le confluent avec Lillån, le débit du fleuve augmente significativement.
Les villes traversées par le fleuve sont : Ulricehamn, Svenljunga, Ätran, et Falkenberg qui se trouve à l'endroit où le fleuve se jette dans le Cattégat.

## Histoire
Une route utilisée depuis des milliers d'années : Redvägen, suit le cours du fleuve. Le long de cette route, de nombreuses batailles ont eu lieu au Moyen Âge, le plus souvent entre les Danois et les Suédois.

## Hydrologie
Le débit a été mesuré au barrage Yngeredsfors. En moyenne le débit est de 37,2 m3/s, avec une crue maximale de 275 m3/s, et un débit minimal d'environ 5-7 m3/s.

### Principaux affluents
- Assman (Lillån)
- Kalvån (Lillån)
- Högvadsån

## Pêche
La majeure partie des abords du fleuve est boisée et la rivière est très poissonneuse avec en particulier du saumon, par exemple à Falkenberg.

## Hydroélectricité
- Huit barrages sont construits sur Ätran, plus deux sur ses affluents :

| Nom du barrage | Hauteur de chute (mètres) |
| Ljungafors     | 5,3                       |
| Axelfors       | 11                        |
| Skåpanäs       | 18                        |
| Skogsforsen    | 14                        |
| Bällforsen     | 14,7                      |
| Yngeredsfors   | 28,3                      |
| Ätrafors       | 23,5                      |
| Herting        | 5,3                       |

## Sources
- (sv) Ätrans vattenvård, Ätrans vattenvårdskommitté.
- (sv) Från källa till hav - källfördelning av näringstillförsel i Ätrans vattensystem [...], Peter Nolbant, Ätrans Vattenvårdsförbund, 1998.
- (sv) Données sur la longueur des fleuves de Suède